# James Isaac
Pour les articles homonymes, voir Isaac (homonymie).
James Isaac est un réalisateur américain, né le 5 juin 1960, et mort le 6 mai 2012.

## Filmographie

### Producteur
- 2001 : Jason X de lui-même
- 2008 : Pig Hunt (en) de lui-même

### Réalisateur
- 1989 : House 3 (House 3: The Horror Show)
- 2001 : Jason X
- 2006 : Skinwalkers
- 2008 : Pig Hunt (en)